# New Orleans Saints/Zahlen und Rekorde
Diese Seite stellt die Statistiken, Fakten und Rekorde der New Orleans Saints dar.
Falls nicht anders angegeben, befinden sich die Daten auf dem Stand der letzten abgeschlossenen Saison. Die Quelle der Daten ist – wenn nicht anders angegeben – die Webseite pro-football-reference.com.
Die Saints spielten seit 1967 gegen insgesamt 31 andere Mannschaften. Mit 112 Partien gab es die meisten Begegnungen gegen die Atlanta Falcons. Am erfolgreichsten gegen die aktuellen Teams der NFL sind sie gegen die Indianapolis Colts.

## Statistik
Nach Ende der Saison 2024 ließen sich folgende statistischen Werte ermitteln:
|                            | Wert  |
| -------------------------- | ----- |
| Saisons gespielt           | 58    |
| Spiele Gesamt              | 925   |
| Siege Gesamt               | 427   |
| Niederlagen Gesamt         | 493   |
| Unentschieden Gesamt       | 5     |
| Regular-Season-Spiele      | 902   |
| Regular-Season-Siege       | 417   |
| Regular-Season-Niederlagen | 480   |
| Play-off Spiele            | 23    |
| Play-off-Siege             | 10    |
| Play-off-Niederlagen       | 13    |
| Spieler                    | 1.399 |
| Head Coaches               | 19    |
| Super-Bowl-Titel           | 1     |

## Rekorde
| Rekord                   | Spieler                                | Wert    |
| ------------------------ | -------------------------------------- | ------- |
| Spiele gespielt          | Drew Brees                             | 230     |
| Angriff                  |                                        |         |
| Geworfene Yards          | Drew Brees                             | 68.010  |
| Erlaufene Yards          | Alvin Kamara                           | 6.779   |
| Gefangene Yards          | Marques Colston                        | 9.759   |
| Geworfene Touchdowns     | Drew Brees                             | 491     |
| Erlaufene Touchdowns     | Mark Ingram junior                     | 60      |
| Gefangene Touchdowns     | Marques Colston                        | 72      |
| Passversuche             | Drew Brees                             | 8.742   |
| Erfolgreiche Pässe       | Drew Brees                             | 6.017   |
| Läufe                    | Alvin Kamara                           | 1.543   |
| Fänge                    | Marques Colston                        | 711     |
| Defense                  |                                        |         |
| Interceptions            | Dave Waymer                            | 37      |
| erzwungene Fumbles       | Rickey Jackson                         | 38      |
| Sacks                    | Rickey Jackson                         | 115,0   |
| Tackles                  | Rickey Jackson                         | 1104    |
| Safeties                 | Junior Galette                         | 2       |
| Touchdowns               | Sammy Knight Tom Myers Malcolm Jenkins | 4       |
| Special Teams            |                                        |         |
| Punt Returns             | Michael Lewis                          | 142     |
| Punt-Return-Yards        | Michael Lewis                          | 1.482   |
| Punt-Return-Touchdowns   | Reggie Bush                            | 4       |
| Längster Punt-Return     | Tyrone Hughes Michael Lewis            | 83 yds  |
| Yards je Punt Return     | Doug Wyatt                             | 15,0    |
| Kick Returns             | Michael Lewis                          | 243     |
| Kick-Return-Yards        | Michael Lewis                          | 5.903   |
| Kick-Return-Touchdowns   | Tyrone Hughes Michael Lewis            | 3       |
| Längster Kick-Return     | Alvin Kamara                           | 106 yds |
| Yards je Kick Return     | David Rackley                          | 63,0    |
| meiste erzielte Punkte   | Morten Andersen                        | 1.318   |
| PAT-Versuche             | Morten Andersen                        | 418     |
| erfolgreiche PATs        | Morten Andersen                        | 412     |
| Field-Goal-Versuche      | Morten Andersen                        | 389     |
| erfolgreiche Field Goals | Morten Andersen                        | 302     |
| längstes Field Goal      | Tom Dempsey                            | 63 yds  |
| Punts                    | Thomas Morstead                        | 692     |
| gepuntete Yards          | Thomas Morstead                        | 32.190  |
| Yards je Punt            | Glenn Pakulak                          | 47,7    |

## Draftpicks

### NFL Expansion Draft 1967
Nachdem die Atlanta Falcons zur Saison 1966 dem Spielbetrieb der NFL beitraten, erhielt am 1. November 1966 die Stadt New Orleans die Zusage, ein weiteres NFL-Team beheimaten zu dürfen. Dieses Expansion Team sind die New Orleans Saints, die wie die Falcons ein Jahr zuvor, bei dem sogenannten NFL expansion draft die Möglichkeit bekamen, aktive Spieler aus den bestehenden Teams unter Vertrag zu nehmen. In diesem Expansion Draft, der am 10. Februar 1967 stattfand, wählten die Saints 42 Spieler aus jedem Team, mit Ausnahme der Falcons, die erst ein Jahr zuvor den Spielbetrieb aufgenommen haben, aus. Der Auswahlprozess lief dabei so wie ein Jahr zuvor bei den Falcons ab. Jedes der 14 anderen Teams sperrte dazu 29 Spieler aus ihren 40-Mann-Kadern. Die Saints wählte dann einen der 11 Spieler aus, wodurch das entsprechende Team zwei weitere Spieler sperren durfte. Eine Überraschung war die Wahl des Runningbacks und späteren Hall of Famers Paul Hornung, der 1960 mit 176 Punkten in nur 12 Spielen für die Packers einen NFL-Rekord aufstellte. Allerdings konnte dieser nie für die Saints spielen, da ihn seine Nackenverletzung während des Training Camps zum Rücktritt zwang.
| Tom Barrington     | Fullback                 | Washington Redskins | Ohio State       | 6   | 1  |
| Jim Battle         | Defensive End            | Cleveland Browns    | Southern         | 6   | 1  |
| Charlie Bradshaw   | Tackle                   | Pittsburgh Steelers | Baylor           | 118 | 9  |
| Jackie Burkett     | Linebacker               | Baltimore Colts     | Auburn           | 79  | 6  |
| Dave Cahill        | Defensive End            | Philadelphia Eagles | Northern Arizona | 14  | 1  |
| Bill Cody          | Linebacker               | Detroit Lions       | Auburn           | 1   | 1  |
| Don Croftcheck     | Guard                    | Washington Redskins | Indiana          | 26  | 2  |
| Bill Curry ^       | Center                   | Green Bay Packers   | Georgia Tech     | 38  | 3  |
| Ted Davis          | Linebacker               | Baltimore Colts     | Georgia Tech     | 38  | 3  |
| Jim Garcia         | Defensive End            | New York Giants     | Purdue           | 22  | 2  |
| Tom Hall           | Wide Receiver            | Minnesota Vikings   | Minnesota        | 69  | 5  |
| Steve Heckard      | Wide Receiver            | Los Angeles Rams    | Davidson; USC    | 25  | 2  |
| Jimmy Heidel       | Safety                   | St. Louis Cardinals | Ole Miss         | 14  | 1  |
| Paul Hornung! ^    | Halfback                 | Green Bay Packers   | Notre Dame       | 104 | 9  |
| Billy Kilmer^      | Quarterback              | San Francisco 49ers | UCLA             | 39  | 4  |
| Elbert Kimbrough   | Safety                   | San Francisco 49ers | Northwestern     | 75  | 6  |
| Kent Kramer        | Tight End                | San Francisco 49ers | Minnesota        | 14  | 1  |
| Jake Kupp^         | Guard                    | Washington Redskins | Washington       | 42  | 3  |
| Earl Leggett       | Defensive Tackle         | Los Angeles Rams    | LSU              | 112 | 9  |
| Obert Logan        | Safety                   | Dallas Cowboys      | Trinity          | 28  | 2  |
| Riley Mattson      | Tackle                   | Chicago Bears       | Oregon           | 68  | 5  |
| John Morrow        | Center                   | Cleveland Browns    | Michigan         | 125 | 10 |
| Ray Ogden          | Tight End                | St. Louis Cardinals | Alabama          | 17  | 2  |
| Ray Rissmiller     | Tackle                   | Philadelphia Eagles | Georgia          | 1   | 1  |
| Walter Roberts     | Wide Receiver            | Cleveland Browns    | San José State   | 42  | 3  |
| George Rose        | Cornerback               | Minnesota Vikings   | Auburn           | 34  | 3  |
| Bill Sandeman      | Tackle                   | Dallas Cowboys      | Pacific          | 8   | 1  |
| Bob Scholtz        | Tackle                   | New York Giants     | Notre Dame       | 81  | 7  |
| Brian Schweda      | Defensive End            | Chicago Bears       | Kansas           | 14  | 1  |
| Dave Simmons       | Linebacker               | St. Louis Cardinals | Georgia Tech     | 17  | 2  |
| Jerry Simmons      | Wide Receiver            | Pittsburgh Steelers | Bethune–Cookman  | 17  | 2  |
| Bobby Smith        | Cornerback               | Detroit Lions       | UCLA             | 69  | 6  |
| Bobby Smith^       | Halfback                 | Pittsburgh Steelers | North Texas      | 36  | 3  |
| Larry Stephens     | Defensive Tackle         | Dallas Cowboys      | Texas            | 94  | 7  |
| Steve Stonebreaker | Linebacker               | Baltimore Colts     | Detroit          | 60  | 5  |
| Mike Tilleman      | Defensive Tackle         | Minnesota Vikings   | Montana          | 12  | 1  |
| Phil Vandersea     | Linebacker Defensive End | Green Bay Packers   | Massachusetts    | 14  | 1  |
| Willie Walker      | Wide Receiver            | Detroit Lions       | Tennessee State  | 9   | 1  |
| Joe Wendryhoski    | Guard                    | Los Angeles Rams    | Illinois         | 31  | 3  |
| Dave Whitsell^     | Cornerback               | Chicago Bears       | Indiana          | 119 | 9  |
| Fred Whittingham   | Linebacker               | Philadelphia Eagles | Cal Poly         | 19  | 2  |
| Gary Wood          | Quarterback              | New York Giants     | Cornell          | 35  | 3  |

Legende:
| ^ | = Pro Bowler    |
| ! | = Hall of Famer |

### Erstrunden Draft-Picks

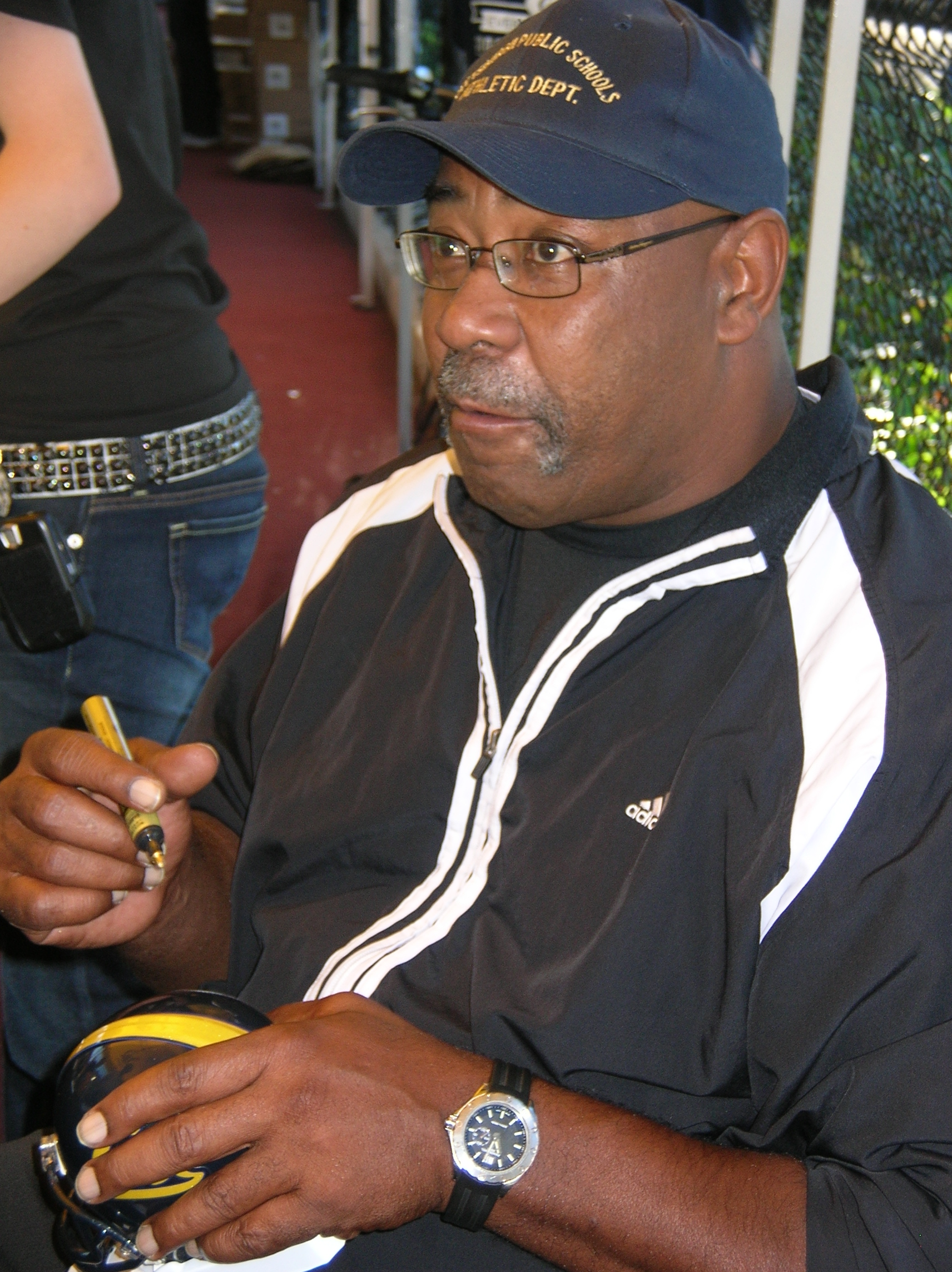
Chuck Muncie war der erste Runningback der Saints, der in einer Saison mehr als 1000 Yards erlief.

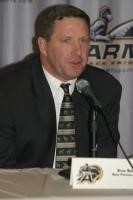
Stan Brock spielte in 186 Spielen für die Saints.

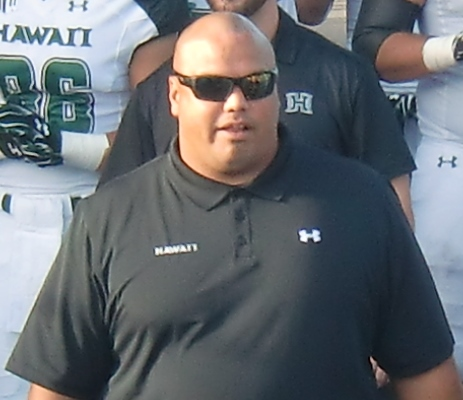
Chris Naeole, der 1997 von den Saints an 10. Stelle gedraftet wurde, spielte von 1997 bis 2001 für diese.

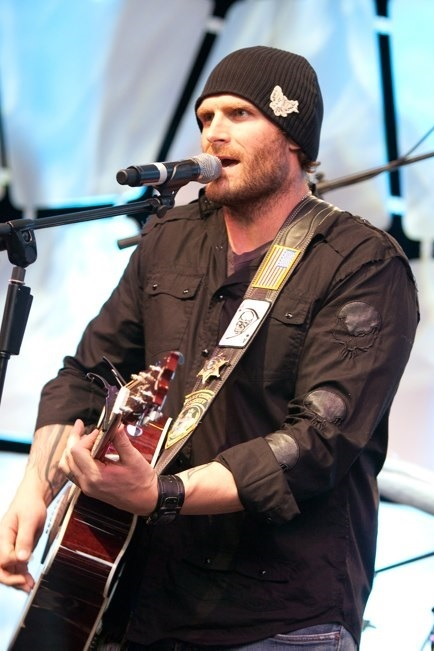
Kyle Turley startete nach seiner Footballkarriere eine Karriere als Musiker.

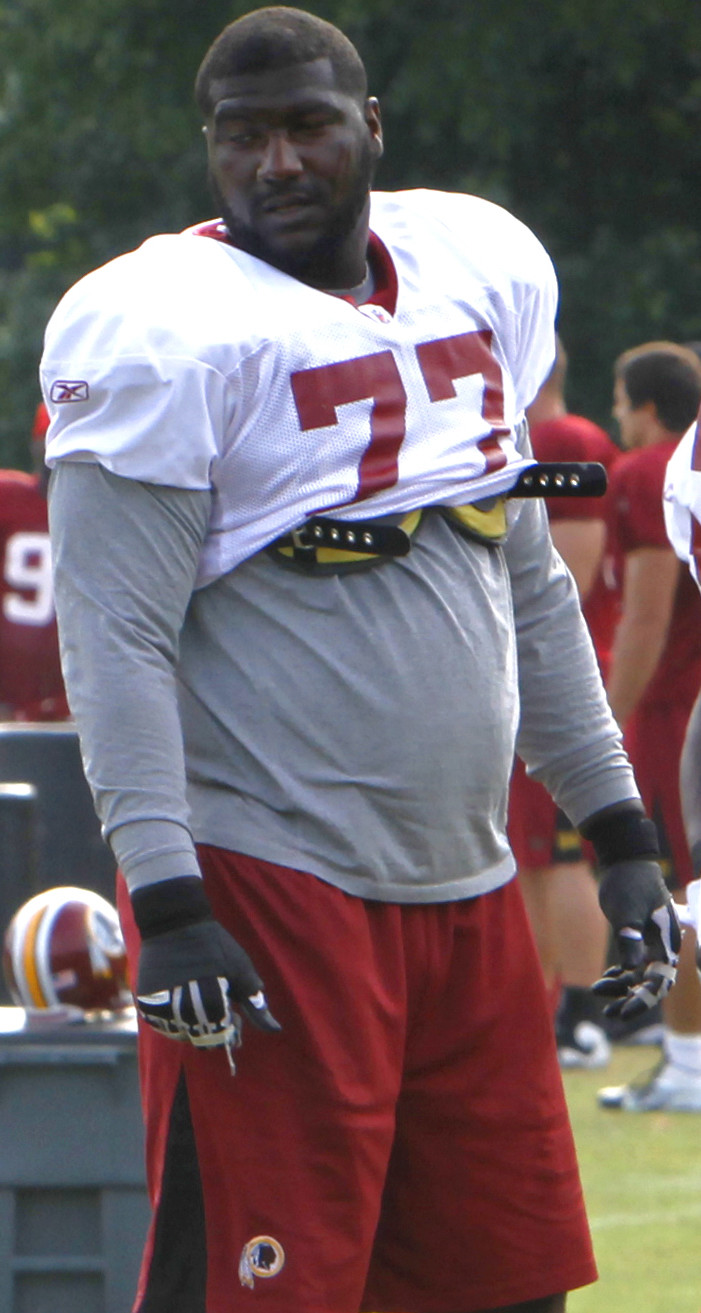
Jammal Brown gewann mit den Saints Super Bowl XLIV.

Nachfolgend werden hier alle Erstrunden Draft-Picks aus dem NFL-Draft aufgelistet, welche die Saints seit ihren dem ersten Draft 1967 getätigt haben. Das Recht, den Gesamtersten im NFL-Draft auswählen, hatten die Saints bisher zweimal. Das erste Mal in ihrem ersten Draft 1967, bei dem sie das Recht allerdings an die Baltimore Colts abgaben und das zweite Mal 1981, in dem sie George Rogers auswählten. Von der Ohio State University haben sie bisher mit sechs Spielern die meisten Erstrunden-Picks ausgewählt.
| Jahr | Gesamtpick | Name                | Position         | College          |
| ---- | ---------- | ------------------- | ---------------- | ---------------- |
| 1967 | 26         | Leslie Kelley       | Runningback      | Alabama          |
| 1968 | 7          | Kevin Hardy         | Defensive End    | Notre Dame       |
| 1969 | 17         | John Shinners       | Guard            | Xavier           |
| 1970 | 10         | Ken Burrough^       | Wide Receiver    | Texas Southern   |
| 1971 | 2          | Archie Manning^     | Quarterback      | Ole Miss         |
| 1972 | 8          | Royce Smith         | Guard            | Georgia          |
| 1973 | -          | kein Pick           | -                | -                |
| 1974 | 13         | Rick Middleton      | Linebacker       | Ohio State       |
| 1975 | 7          | Larry Burton        | Wide Receiver    | Purdue           |
| 1975 | 12         | Kurt Schumacher     | Tackle           | Ohio State       |
| 1976 | 3          | Chuck Muncie^       | Runningback      | California       |
| 1977 | 7          | Joe Campbell        | Defensive End    | Maryland         |
| 1978 | 3          | Wes Chandler^       | Wide Receiver    | Florida          |
| 1979 | 11         | Russell Erxleben    | Kicker/Punter    | Texas            |
| 1980 | 12         | Stan Brock          | Tackle           | Colorado         |
| 1981 | 1          | George Rogers ^     | Runningback      | South Carolina   |
| 1982 | 13         | Lindsay Scott       | Wide Receiver    | Georgia          |
| 1983 | -          | kein Pick           | -                | -                |
| 1984 | -          | kein Pick           | -                | -                |
| 1985 | 24         | Alvin Toles         | Linebacker       | Tennessee        |
| 1986 | 6          | Jim Dombrowski      | Tackle           | Virginia         |
| 1987 | 11         | Shawn Knight        | Defensive Tackle | Brigham Young    |
| 1988 | 24         | Craig Heyward^      | Runningback      | Pittsburgh       |
| 1989 | 19         | Wayne Martin^       | Defensive End    | Arkansas         |
| 1990 | 14         | Renaldo Turnbull^   | Defensive End    | West Virginia    |
| 1991 | -          | kein Pick           | -                | -                |
| 1992 | 21         | Vaughn Dunbar       | Runningback      | Indiana          |
| 1993 | 8          | Willie Roaf! ^      | Tackle           | Louisiana Tech   |
| 1993 | 20         | Irv Smith           | Tight End        | Notre Dame       |
| 1994 | 13         | Joe Johnson^        | Defensive End    | Louisville       |
| 1995 | 13         | Mark Fields^        | Linebacker       | Washington State |
| 1996 | 11         | Alex Molden         | Defensive Back   | Oregon           |
| 1997 | 10         | Chris Naeole        | Guard            | Colorado         |
| 1998 | 7          | Kyle Turley         | Tackle           | San Diego State  |
| 1999 | 5          | Ricky Williams ^    | Runningback      | Texas            |
| 2000 | -          | kein Pick           | -                | -                |
| 2001 | 23         | Deuce McAllister^   | Runningback      | Ole Miss         |
| 2002 | 13         | Donté Stallworth    | Wide Receiver    | Tennessee        |
| 2002 | 25         | Charles Grant       | Defensive End    | Georgia          |
| 2003 | 6          | Johnathan Sullivan  | Defensive Tackle | Georgia          |
| 2004 | 18         | Will Smith^         | Defensive End    | Ohio State       |
| 2005 | 13         | Jammal Brown^       | Tackle           | Oklahoma         |
| 2006 | 2          | Reggie Bush         | Runningback      | USC              |
| 2007 | 27         | Robert Meachem      | Wide Receiver    | Tennessee        |
| 2008 | 7          | Sedrick Ellis       | Defensive Tackle | USC              |
| 2009 | 14         | Malcolm Jenkins^    | Defensive Back   | Ohio State       |
| 2010 | 32         | Patrick Robinson    | Cornerback       | Florida State    |
| 2011 | 24         | Cameron Jordan^     | Defensive End    | California       |
| 2011 | 28         | Mark Ingram ^       | Runningback      | Alabama          |
| 2012 | -          | kein Pick           | -                | -                |
| 2013 | 15         | Kenny Vaccaro       | Safety           | Texas            |
| 2014 | 20         | Brandin Cooks       | Wide Receiver    | Oregon State     |
| 2015 | 13         | Andrus Peat^        | Tackle           | Stanford         |
| 2015 | 31         | Stephone Anthony    | Linebacker       | Clemson          |
| 2016 | 12         | Sheldon Rankins     | Defensive Tackle | Louisville       |
| 2017 | 11         | Marshon Lattimore ^ | Cornerback       | Ohio State       |
| 2017 | 32         | Ryan Ramczyk        | Tackle           | Wisconsin        |
| 2018 | 14         | Marcus Davenport    | Defensive End    | UTSA             |
| 2019 | -          | kein Pick           | -                | -                |
| 2020 | 24         | Cesar Ruiz          | Center           | Michigan         |
| 2021 | 28         | Payton Turner       | Defensive End    | Houston          |
| 2022 | 11         | Chris Olave         | Wide Receiver    | Ohio State       |
| 2022 | 19         | Trevor Penning      | Tackle           | Northern Iowa    |
| 2023 | 29         | Bryan Bresee        | Defensive Tackle | Clemson          |
| 2024 | 14         | Taliese Fuaga       | Tackle           | Oregon State     |
| 2025 | 9          | Kelvin Banks Jr.    | Tackle           | Texas            |

Legende:
| ^ | = Pro Bowler    |
| ! | = Hall of Famer |